# 山本為三郎
山本 為三郎（やまもと ためさぶろう、1893年（明治26年）4月24日 - 1966年（昭和41年）2月4日）は、実業家。大阪市中央区船場生まれ。生家の名門山本家は、大納言・坂上田村麻呂の末裔で坂上姓を名乗った山本坂上氏である。「ビール王」、「ホテル王」と呼ばれた。

## 略歴
- 1909年（明治42年）、旧制北野中学校（現・北野高校）在学中、「家業早期継承」のため父が隠居。家業を継ぐ。
- 1949年（昭和24年）、朝日麦酒（現・アサヒグループホールディングス）社長に就任。
  - サントリーにも関与。
- その後、新大阪ホテル、大阪ロイヤルホテルを設立。
- 1955年（昭和30年）、東京交響楽団理事長に就任。
- 1966年（昭和41年）、実業家として現役のまま、急逝。